# Formula 1 – sezona 2023.
| FIA Svjetsko prvenstvo Formule 1 2023. | FIA Svjetsko prvenstvo Formule 1 2023. |
|                                        | Prvak                                  |
| -------------------------------------- | -------------------------------------- |
| Vozač                                  | Max Verstappen                         |
| Konstruktor                            | Nepoznata kratica »«                   |
| Prethodna sezona                       | Sljedeća sezona                        |
| 2022.                                  | 2024.                                  |
| Formula 2 – sezona 2023.               |                                        |
| Formula 3 – sezona 2023.               |                                        |

Formula 1 – sezona 2023. bila je 74. sezona svjetskog prvenstva Formule 1 koju je organizirala Međunarodna automobilistička federacija. U kalendar su uvrštene rekordne 23 utrke. Prvenstvo je počelo u ožujku, a završilo u studenom.
Pobijedio je Max Verstappen.